# Uroš Spajić
Uroš Spajić (en serbio: Урош Спајић; Belgrado, 13 de febrero de 1993) es un futbolista serbio que juega en la demarcación de defensa para el Beijing Guoan de la Superliga de China.

## Selección nacional
Tras jugar en la sub-19 y en la sub-21, finalmente hizo su debut con la selección absoluta el 4 de septiembre de 2015 en un encuentro de clasificación para la Eurocopa 2016 contra Armenia que finalizó con un resultado de 2-0 a favor del combinado serbio tras los goles de Adem Ljajić y un autogol de Levon Hayrapetyan. El 1 de junio de 2018 el seleccionador Mladen Krstajić le convocó para formar parte del equipo que disputaría la Copa Mundial de Fútbol de 2018.

### Participaciones en la Copa Mundial de Fútbol
| Copa Mundial de Fútbol         | Sede  | Resultado    | Partidos | Goles |
| ------------------------------ | ----- | ------------ | -------- | ----- |
| Copa Mundial de Fútbol de 2018 | Rusia | Primera fase | 0        | 0     |

### Participaciones en Eurocopas
| Copa          | Sede     | Resultado    | Partidos | Goles |
| ------------- | -------- | ------------ | -------- | ----- |
| Eurocopa 2024 | Alemania | Primera fase | 0        | 0     |

## Clubes
| Club                      | País         | Año       | Partidos | Goles |
| ------------------------- | ------------ | --------- | -------- | ----- |
| Estrella Roja de Belgrado | Serbia       | 2010-2011 | 1        | 0     |
| F. K. Sopot (cedido)      | Serbia       | 2011-2012 | 34       | 0     |
| Estrella Roja de Belgrado | Serbia       | 2012-2013 | 18       | 0     |
| Toulouse F. C.            | Francia      | 2013-2016 | 71       | 1     |
| R. S. C. Anderlecht       | Bélgica      | 2016-2018 | 75       | 3     |
| F. C. Krasnodar           | Rusia        | 2018-2020 | 65       | 1     |
| Feyenoord (cedido)        | Países Bajos | 2020-2021 | 27       | 0     |
| F. C. Krasnodar           | Rusia        | 2021-2022 | 11       | 1     |
| Kasımpaşa S. K.           | Turquía      | 2022      | 9        | 0     |
| Estrella Roja de Belgrado | Serbia       | 2023-2025 | 52       | 6     |
| Beijing Guoan             | China        | 2025-     |          |       |

## Palmarés

### Campeonatos nacionales
| Título                      | Club                      | País    | Año  |
| --------------------------- | ------------------------- | ------- | ---- |
| Primera División de Bélgica | R. S. C. Anderlecht       | Bélgica | 2017 |
| Supercopa de Bélgica        | R. S. C. Anderlecht       | Bélgica | 2017 |
| Superliga de Serbia         | Estrella Roja de Belgrado | Serbia  | 2023 |
| Copa de Serbia              | Estrella Roja de Belgrado | Serbia  | 2023 |
| Superliga de Serbia         | Estrella Roja de Belgrado | Serbia  | 2024 |
| Copa de Serbia              | Estrella Roja de Belgrado | Serbia  | 2024 |